# Can Madurell
Can Madurell és una obra de Molins de Rei (Baix Llobregat) inclosa a l'Inventari del Patrimoni Arquitectònic de Catalunya.

## Descripció
Mansió senyorial envoltada de jardí. La seva estructura és de planta, pis i golfes, amb teulada a dos aigües perpendiculars a la façana. Al mig de la teulada sobresurt un cos amb coberta a quatre aigües. El plantejament de la casa és molt senzill doncs només té finestres, però tota la seva importància radica en la decoració. Aquesta alterna dos colors: cru i roig teula i combinant-los forma pilastres, frontons, rebaixos, dovelles, etc., tot creant un enganyatall. El primer pis hi ha una eixida coberta.